# Jaguar XJR-12
Jaguar XJR-12 é um protótipo de corrida construído pela Jaguar para o Group C da WSC e para a  IMSA GTP. O protótipo foi vitorioso nas 24 Horas de Le Mans 1990.
Pesando 900 kg, e alimentado por um motor V12 de 730 hp/545 kW @ 7000 rpm, e 579 ft.-lb./785 N·m @ 5500 rpm de torque, o XJR-12 podia atingir 368 kmh/229 mph.
Durante as 24 Horas de Le Mans 1990, o XJR-12 percorreu 4882.4 km como a distância total percorrida na competição e atingiu velocidades média 204.036 km/h com velocidade máxima de 353 km/h.